# Barry Oldridge
Barry Maurice Oldridge (ur. 31 sierpnia 1950 w Featherston) – nowozelandzki zapaśnik walczący w stylu wolnym. Olimpijczyk z Montrealu 1976, gdzie zajął osiemnaste miejsce w wadze koguciej.
Czwarty na igrzyskach wspólnoty narodów w 1974 i 1978 roku.

## Letnie Igrzyska Olimpijskie 1976
| Konkurencja | Rundy eliminacyjne   | Rundy eliminacyjne             | Klas. końcowa |
| Konkurencja | Przeciwnik I         | Przeciwnik II                  | Miejsce       |
| ----------- | -------------------- | ------------------------------ | ------------- |
| -57 kg      | Risto Darlev (YUG) P | Jeorjos Chadziioanidis (GRE) P | 18.           |